# 길티 크라운
《길티 크라운》(일본어: ギルティクラウン 기루티쿠라운[*], Guilty Crown)은 일본의 TV 애니메이션 작품이다. 후지 TV 계열 노이타미나에서 2011년 10월 13일부터 2012년 3월 22일까지 방송되었다.

## 줄거리
2029년 크리스마스 이브에 미지의 바이러스인 '아포칼립스 바이러스'의 만연으로 일본은 무정부 상태가 되었다. '로스트 크리스마스'라고 불리는 이 사건을 계기로 GHQ란 초국가조직이 일본을 통치하게 된다.
10년 후인 2039년, 고교생인 오우마 슈는 평소에 좋아해왔던 가수 EGOIST(유즈리하 이노리)를 만난다. 하지만 그녀가 GHQ로부터 일본을 해방시키기 위해 싸우는 레지스탕스 조직인 '장의사'의 멤버라는 것을 알게 된다. 그 이후, 사람의 마음을 실체화(자신이 무서워하는 것) 시킨 보이드라는 것을 꺼낼 수 있는 능력 '왕의 능력'을 얻게 되고, 슈는 장의사에 참여한다.

## 등장인물

### 장의사
오우마 슈(桜満 集)
성우 - 카지 유우키, 츠다 미나미 (어린 시절)
보이드: 모든것을 짊어지는 오른팔.
주인공. 의욕 없이 하루하루를 살아갈 뿐이었지만, 이노리와 만나고 보이드 게놈의 소유자가 됨으로써 변해가는 모습을 보여준다. 초반에는 결단력이 없고 리더인 가이에게서 열등감을 느끼며 가이를 닮아가려고 하지만, 계속 실패하는, 속된 말로 찌질한 캐릭터지만 중반엔 하레의 죽음을 통해서 학생들을 지배하는 등 주인공 다운 모습을 보여주기도 한다. 되살아난 가이에게 오른팔이 절단된 후 왕의 힘을 빼앗겨 폐인 같은 생활을 하지만 이노리의 헌신 덕분에 진정한 주인공다운 모습을 보여주며, 최후반에 가서는 열반하여 마치 구세주 같은 역할을 하게 된다. 마지막에는 자신의 능력을 최대한으로 발휘해 세계의 모든 보이드와 아포칼립스를 짊어진 채 이노리와 함께 죽을 것을 각오했으나, 이노리의 희생으로 인해 시력만 잃고 죽지 않음.
츠츠가미 가이(恙神 涯)
성우 - 나카무라 유이치, 와타나베 아케노 (어린 시절)
보이드: 사람의 마음(보이드)을 출현시키는 총.
장의사의 리더. 초반부터 폭풍같은 간지와 활약을 펼치며 슈의 열등감을 폭발시키는 존재. 어느 순간부터 슈와의 연관성을 보이더니, 소꿉친구인 트리톤임을 밝히면서 "난 너를 닮고 싶었다"라고 고백하는 모습을 보여주었다. 중반에 갑자기 사망 플래그가 서더니 이노리를 구하러간 슈를 대신해서 유우의 칼에 베여 사망.한줄 알았으나 록본기 지하 전투때 느닷없이 나와서 "급소는 피했다"라고 말하며 뒤통수를 침. 결국 마나를 끌어안은채 "나와 함께 마나를 찔러!"라며 슈에게 부탁한 후 슈가 이노리의 보이드로 찔러 사망.한줄 알았으나 중후반 부분에 부활 플래그가 서더니 느닷없이 백발에 안면에 아포칼립스 바이러스를 취한채로 부활해 뒤통수를 침. 슈가 가지고 있던 왕의 힘을 이노리의 보이드로 탈취한 후 밸붕 캐릭터의 능력을 서슴없이 보여주다가. 각본의 한계로 22화에 단칼에 썰리고 다시 사망. 마지막에 묵시록이 끝난 후의 세계에서 지금까지의 일들을 모두 설명한 뒤 마나를 안은채 아포칼립스 바이러스에 뒤덮여 사라지게 된다.
유즈리하 이노리(楪 いのり)
성우 - 카야노 아이
보이드: 대검.
에고이스트의 보컬이며 장의사의 멤버. 길티크라운의 진정한 히로인이며 모든 사건의 열쇠. 마나의 각성을 위해 마나의 DNA로 만들어진 그릇이며 불완전한 감정을 가진 채로 자신을 구한 장의사와 가이에게 맹목적인 모습을 보이다 슈와 만남으로써 변해가기 시작한다. 작품 초기엔 슈가 "이노리 너를 믿어도 될까?"라고 했을 때 주저없이 고개를 끄덕였으나,바로 다음화에서 슈가 이노리에게 함께 장의사에서 나가자고 할 때 손을 빼며 "가이가 시켰으니까."라고 해서 사람들에게 수많은 욕을 얻어먹고 하레에게 히로인 자리를 내주나 싶었으나 여러 사건을 거치면서 풍부한 감정을 가지게 되며 슈를 사랑하게 된 것을 깨닫는다. 왕의 힘을 빼앗기고 무기력해진 슈를 보호하다가 자신에 의해 슈가 위험을 받는것을 깨닫고 슈를 기절시킨 후 GHQ,다트와 싸우나 패배, 마나에게 완전히 의식이 점거된다. 슈의 노력에 의해 다시 의식을 찾지만 시력을 상실하고, 아포칼립스에 뒤덮인 채로 나타나고, 슈가 자신의 힘을 사용해 세계의 모든 보이드와 아포칼립스를 맡아 희생되려 할 때 슈를 남기고 홀로 죽는다.
시노미야 아야세(篠宮 綾瀬)
성우 - 하나자와 카나
보이드: 자유이동이 가능한 각반.
장의사의 멤버, 장의사에선 유일하게 엔드레이브를 조종할 수 있다. 항상 휠체어를 타고다니며 본인의 말로는 "휠체어는 나의 개성같은 거야!"라고 함. 가이를 동경, 사모하면서 초기엔 슈를 미덥지 않게 보는 경향이 있었지만, 가이의 1차사망(록본기 지하 전투)후 삶의 의욕을 잃었지만, 학교내에서의 테러사건 중에 슈에 의해서 자신의 보이드를 사용한 뒤로 다시 의욕을 찾고, 슈와의 관계도 좋아진다. 후반부에 슈와함께 GHQ에 침공했으나 다트의 계략으로 슈와 떨어지게 되었을 때 공격해온 다릴과 싸우나 밀리는 경향을 보인다, 그때 이노리의 노래에 힘입어 다릴을 쓰러뜨리는 모습을 보여준다.
츠구미(ツグミ)
성우 - 타케타츠 아야나
보이드: 똑같은 모습의 인형을 만들 수 있는 핸드 스캐너.
장의사의 멤버이며 컴퓨터 쪽에서 뛰어나다. 항상 뒤에서 장의사 멤버들을 서포트해준다.
시분기(四分儀)
성우 - 코야스 타케히토
장의사의 간부이다. 머리가 똑똑하다고 한다.
츠키시마 아르고(月島 アルゴ)
성우 - 카츠 안리
보이드: 암흑라이트(맥라이트).
장의사의 멤버이며 근접전에서 뛰어나다. 그리고 항상 아야세 와 츠구미를 챙겨준다.
오오구모(大雲)
성우 - 타카구치 코우스케
장의사의 멤버이며 총기 다루는 쪽에 뛰어나다.
키도 켄지(城戸 研二)
성우 - 오카모토 노부히코
보이드: 중력조작의 힘을 가진 총.
장의사의 멤버이며 폭탄 테러에 대해서는 천재의 수준이다.

### 천왕주 제1고등학교
멘조 하레(校条 祭)
성우 - 시마무라 유우
보이드: 무엇이든 치료하는 붕대.
슈의 반친구. 슈를 좋아하며 길티 크라운 내의 유일한 치유계 히로인
사무카와 야히로(寒川 谷尋)
성우 - 미즈시마 타카히로
보이드: 생명을 끊는 가위.
슈와 같은 부에 속해있는 반친구. 겉보기와 달리 남을 이용하고 주저없이 버리는 냉혹한 성품을 지녔다. 켄서화가 진행되는 동생을 위해 마약을 팔며 슈를 GHQ에 넘기는 등의 모습도 보여준다.
타마다테 소우타(魂館 颯太)
성우 - 사카구치 다이스케
보이드: 무엇이든 여는 카메라.
슈의 친구. 활발하고 항상 높은 텐션의 소유자. 슈와는 오랜 친구이나 그 성격 탓에 항상 서로 거리감을 느낀다.
쿠사마 카논(草間 花音)
성우 - 코토부키 미나코
보이드: 멀리 볼 수 있는 렌즈.
하레의 친구이며 하레와 슈의 관계를 응원한다. 야히로를 좋아한다.
쿠호인 아리사(供奉院 亞里沙)
성우 - 엔도 아야
보이드: 변화하는 방패.
천왕주 제1고등학교의 학생회장. 쿠호인가의 장녀. 기울어가는 가세와 학생회장으로서의 책임감에 짓눌리면서도 의연한 모습을 보이려 노력한다. 하지만 가이에게 반해서인지 자기의 할아버지인 쿠호인을 얼떨결에 죽이게 되며 진정한 퇴락의 길로 빠져든다. 마지막까지 가이를 위해 자신의 보이드를 펴며 버티다 결국 총에 맞지만 살아난다.

### GHQ
다릴 얀(ダリル・ヤン)
보이드: 거울 만화경.
성우 - 우치야마 코우키
케이도 슈이치로(茎道 修一郎)
성우 - 이노우에 카즈히코
GHQ에서 높은 지위에 위치하고 있으며, 오우마 쿠로스의 직장 동료이자 오우마 하루카의 오빠이다.
세가이 바르츠 마코토(嘘界＝ヴァルツ・誠)
성우 - 칸나 노부토시
오우마 하루카(桜満 春夏)
성우 - 후지무라 치카
슈의 엄마,친모는 아니다.
단 이글맨(ダン・イーグルマン)
성우 - 모가미 츠구오
구엔(グエン)
성우 - 시무라 토모유키

### 기타
유우(ユウ)
성우 - 니시가키 유카
보이드: 활.
다트의 묘지기.
오우마 마나(桜満 真名)
성우 - 카야노 아이
슈의 누나이자, 시작의 돌을 처음 만져 '로스트크리스마스'를 처음 일으키게 된다.
사무카와 쥰(寒川 潤)
성우 - 츠다 미나미
사무카와 야히로의 동생, 아포칼립스에 감염되어 격리병동에 있었으나, 슈를 보고 목숨을 끊어달라고 함.
오우마 쿠로스
성우 - 세기 토시히코
슈의 친부이지만, 케이도 슈이치로에 의해 총살당한다.
진화와 도태의 비밀(아포칼립스에 관한 연구)에 대한 것을 알아낸 듯 하다.

## 주제가
오프닝 테마
〈My Dearest〉（1화 - 12화）
작사・작곡・편곡 - ryo / 노래 - supercell
〈The Everlasting Guilty Crown〉（13화 ~ ）딩 테마
〈Departures 〜당신에게 보내는 사랑의 노래〜〉（1화 ~ 12화）
작사・작곡・편곡 - ryo / 노래 - EGOIST
〈고백〉（13화 ~ ）
작사・작곡・편곡 - ryo / 노래 - supercell
삽입곡 〈에우테르페〉
작사・작곡・편곡 - ryo / 노래 - EGOIST
삽입곡 〈에우테르페 〜Silence〜〉
작사・작곡・편곡 - ryo / 노래 - EGOIST
삽입곡 〈Departures 〜Blessing〜〉
작사・작곡・편곡 - ryo / 노래 - EGOIST
삽입곡 〈Bios〉
작사・작곡・편곡 - rie / 노래 - Hiroyuki Sawano (vocal. Mika Kobayashi)

## 방영목록
| 화수     | 부제                                | 각본                          | 콘티                             | 연출                             | 작화 감독 | 총 작화 감독                                                                | 엔드 카드                            |
| -------- | ----------------------------------- | ----------------------------- | -------------------------------- | -------------------------------- | --- | --------------------------------------------------------------------------- | ------------------------------------ |
| phase 01 | 발생(発生): genesis                 | 요시노 히로유키               | 아라키 테쓰로                    | 아라키 테쓰로                    | 지바 다카아키, 야하기 도시유키, 가토 히로미 | 야하기 도시유키                                                             | 주오 히가시구치(中央東口)            |
| phase 02 | 적자(適者): survival of the fittest | 요시노 히로유키               | 다나카 히로유키                  | 다나카 히로유키                  | 아사노 교지, 가도와키 사토시 | 가도와키 사토시                                                             | 유-퐁(ゆーぽん)                      |
| phase 03 | 현출(顕出): void - sampling         | 요시노 히로유키               | 이토 도모히코                    | 요네바야시 히로시                | 테즈카 교헤이, 다나카 하루카 | 야하기 도시유키                                                             | 미와 시로(三輪士郎)                  |
| phase 04 | 부동(浮動): flux                    | 요시노 히로유키               | 마키하라 료타로                  | 마키하라 료타로                  | 기타다 카츠히코 | 가도와키 사토시                                                             | 조헤이키(助兵器)                     |
| phase 05 | 훈련(訓練): a preparation           | 요시노 히로유키               | 도쿠도 다이스케                  | 도쿠도 다이스케                  | 하세가와 히토미 , 이가와 레이나 | 야하기 도시유키                                                             | tanu                                 |
| phase 06 | 우리(檻): leukocytes                | 요시노 히로유키               | 가부라기 히로                    | 에사키 신페이                    | 지 다카아키, 기쿠치 사토시노부, 아사노 교지, 나카타니 세이치(메카닉 디자인)                                                                                                | 가도와키 사토시                                                             | 우키 아쓰야(宇木敦哉)                |
| phase 07 | 윤무(輪舞): temptation              | 오코우치 이치로               | 하세가와 치에코                  | 모리 요시히로                    | 고바야시 도시미쓰 | 야하기 도시유키                                                             | OKAMA                                |
| phase 08 | 여름날(夏日): courtship behavior    | 하가네야 진                   | 하렌                             | 후지와라 요시유키                | 야마다 아유무, 사카이 도모후미, 도리야마 후유미 | 가도와키 사토시                                                             | 리지 산타(津路参汰)                  |
| phase 09 | 포식(捕食): prey                    | 오코우치 이치로               | 요네바야시 히로시, 아라키 테쓰로 | 요네바야시 히로시                | 고이즈카 마사시, 데즈카 교헤이, 에비스 타쿠마 , 이가와 레이나, 기쿠치 도시노부                                                                                             | 야하기 도시유키                                                             | mebae                                |
| phase 10 | 축퇴(縮退): retraction              | 요시노 히로유키               | 다나카 히로유키                  | 다나카 히로유키                  | 다나카 하루카, 오쿠노 하루오, 기쿠치 도시유키 , 이시이 유미코, 지바 다카아키, 이가와 레이나, 데즈카 마사시                                                                 | 가도와키 사토시                                                             | 유겐(ゆーげん)                       |
| phase 11 | 공명(共鳴): resonance               | 오 코치 이치로                | 마키하라 료타로                  | 마키하라 료타로                  | 아사노 교지, 에하라 야스유키, 기타다 카츠 히코 | 야하기 도시유키                                                             | 오쿠마 네코스케(大熊猫介) ( 大熊猫介 |
| phase 12 | 재탄(再誕): the lost christmas      | 요시노 히로유키               | 이토 도모히코                    | 에사키 신페이                    | 지바 다카아키, 도쿠노 유가, 하세가와 히토미, 기쿠치 도시노부 | 가도와키 사토시, 가토 유미                                                  | CHAN × CO                            |
| phase 13 | 학원(学園): isolation               | 하네가야 진                   | 도쿠도 다이스케                  | 모리 요시히로                    | 고바야시 도시미쓰, 야마우치 노리야스, 야마무라 히로키 | 야하기 도시유키, 아사노 교지 이가와 레이나                                  | 마에다 히로다카(前田浩孝)            |
| phase 14 | 교란(攪乱): election                | 미야기 요스케 요시노 히로유키 | 하쓰미 고이치                    | 후쿠모토 기요시                  | 야마다 아유무 | 가도와키 사토시                                                             | 나마니쿠 ATK(なまにくATK)            |
| phase 15 | 고백(告白): sacrifice               | 오코우치 이치로               | 노무라 카즈야                    | 오니시 케이스케                  | 고이즈카 마사시, 다나카 하루카, 기쿠치 도시노부, 에비스 타쿠마, 데즈카 교헤이                                                                                              | 야하기 도시유키                                                             | 미즈키 시온(満月シオン)              |
| phase 16 | 왕국(王国): the tyrant              | 요시노 히로유키               | 나가사키 켄지                    | 요네바야시 히로시                | 아사노 교지, 미야마에 신이치, 이가와 레이나 , 이마이 아리후미, 시부야 사카에                                                                                               | 가도와키 사토시                                                             | 야스다 스즈히토(ヤスダスズヒト)      |
| phase 17 | 혁명(革命): exodus                  | 오코우치 이치로               | 아라키 테쓰로, 구로카와 토시유키 | 구로 카와 토시유키 에사키 신페이 | 지바 다카아키, 에바라 야스유키, 고이즈카 마사시, 데즈카 교헤이, 하세가와 히토미, 기쿠치 도시노부                                                                           | 야하기 도시유키                                                             | 야마다 우이로(山田外朗)              |
| phase 18 | 유리(流離): Dear ...                | 하네가야 진                   | 타치바나 히데키 하쓰미 코이치    | 쿠스미 나오코                    | 노무라 가즈야, 다케나카 신고, 가도와키 사토시 | 가도와키 사토시                                                             | 안닌 도후(杏仁豆腐)                  |
| phase 19 | 속죄(贖罪): rebirth                 | 오코우치 이치로               | 도쿠도 다이스케                  | 도쿠도 다이스케                  | 데즈카 마사시, 에비스 타쿠마, 이가와 레이나, 미야마에 신이치, 이마이 아리후미, 다나카 하루카, 가토 유미                                                                    | 야하기 도시유키                                                             | 후카이 료스케(深井涼介)              |
| phase 20 | 추상(追想): a diary                 | 요시노 히로유키               | 오코무라 텐사이                  | 오오니시 케이스케 에사키 신페이  | 기쿠치 도시노부 , 지바 다카아키, 오구라 노리코 , 야마다 아유무, 가도와키 사토시                                                                                            | 가도와키 사토시                                                             | 미와 시로(三輪士郎)                  |
| phase 21 | 우화(羽化): emergence               | 요시노 히로유키               | 마키하라 료타로                  | 마키하라 료타로                  | 아사노 교지, 에바라 야스유키, 하세가와 히토미, 기타다 카츠히코 | 야하기 도시유키                                                             | redjuice                             |
| phase 22 | 기도(祈り): convergence             | 요시노 히로유키               | 아라키 테쓰로, 후쿠야마 신이치   | 아라키 테쓰로, 다나카 히로유키   | 지바 다카아키, 고이즈카 마사시 이가와 레이나, 가도와키 사토시 에비스 다쿠마, 데즈카 교헤이 기쿠치 도시노부, 다나카 하루카 하세가와 히토미, 이마이 아리후미 에바라 야스유키 | 가도와키 사토시, 야하기 도시유키, 가토 히로미, 하세가와 히토미, 아사노 교지 | 아라키 테쓰로(荒木哲郎)              |